# Aly Raisman
Alexandra  Rose "Aly" Raisman (Needham, 25 de maio de 1994) é uma ginasta estadunidense que compete em provas de ginástica artística. Foi capitã da equipe americana que conquistou o ouro em Londres 2012, além de ser medalhista de ouro no solo e de bronze na trave.
Raisman atingiu o nível 10 da ginástica norte-americana no início de 2010, que corresponde a elite sênior internacional, a chamada principal, apta a competir em disputas como os Jogos Olímpicos.
Na Tyson American Cup, a ginasta conquistou a medalha de prata, superada pela compatriota Rebecca Bross. Após, no Campeonato Nacional Americano, disputado em Hartford, encerrou por três vezes medalhista de bronze: no individual geral, na trave e no solo. Pelos resultados, conquistou vaga para disputar o Mundial de Roterdã Nele, saiu-se vice-campeã na prova coletiva, atrás da equipe russa, liderada pela estreante Aliya Mustafina. Classificada para a final do solo, não cometeu erros graves, e obteve nota suficiente apenas para a quarta colocação.. Em 2011, ela participou do Campeonato Mundial de Ginástica artística de Tóquio, nele sagrou-se campeã por equipes e conquistou a medalha de bronze no solo, perdendo para a russa Kseniia Afanasyeva. Na final da trave de equilíbrio, Raisman ficou em quarto lugar, poucos décimos atrás de sua compatriota, Jordyn Wieber.

## Biografia
Raisman nasceu em 25 de maio de 1994 em Needham (Massachusetts) filha de Lynn (Faber) e Rick Raisman. Sua mãe foi ginasta durante o ensino médio. Aly tem 3 irmãos mais novos, Brett, Chloe, e Madison.
Raisman iniciou na ginástica bem nova. Ela diz, “Eu comecei na ginástica com 2 anos de idade quando a minha mãe me levou a uma aula de “Mãe e eu”(Mommy and Me classes), eu sempre tive muita energia e essa aula foi a escolha perfeita. Eu amo ginástica desde então!”
Raisman treinava no Exxcel Gymnastics and Climbing até se tornar Level 8, quando mudou de clubes para treinar no Brestyan's American Gymnastics Club sob os cuidados dos treinadores Mihai e Silvia Brestyan. Aly treina junto com Alicia Sacramone.  "Alicia é um modelo muito bom, ela está sempre trabalhando tanto,” conta Raisman. "Ela já esteve nas olimpíadas e em campeonatos mundiais, então ela sabe o que é preciso para chegar até lá, e sabe como lidar em certas situações. Ela sempre me diz para relaxar e me faz pequenas correções que ajudaram ela a chegar aonde ela já chegou.”   Raisman continua, "Ela é como uma irmã mais velha para mim. Eu posso perguntar para ela qualquer coisa porque sei que ela já passou por tudo isso. Ela sabe o que é preciso fazer para alcançar nossos objetivos, então ver ela treinar tanto todo dia no ginásio realmente me ajuda. E amo assisti-la treinar tanto porque  ela tem uma ginástica muito linda, ela é tão forte, e tem todo o resto."
Raisman se formou no ensino médio pela escola Needham High School, onde ela frequentou as aulas até terminar seu 3º ano (lembrando que nos EUA o ensino médio tem quatro anos). Ela fez fez ultimo anon a escola através de aulas online, permitindo-a a se focar nos seus treinamentos para os Jogos Olímpicos.  Raisman é judia; e nas Olimpíadas de 2012 ela se apresentou no solo com a música Hava Nagila.

## Carreira como Júnior

### 2009
Em abril, Raisman competiu no American Classic em San Diego, California. Terminando em décimo lugar no individual geral com um somatório de 53.383 pontos.
Em julho, Raisman competiu no CoverGirl Classic em Des Moines, Iowa.  Ela terminou em 12º no individual geral com 54.050.
Em agosto, Raisman competiu no Nacional Americano em Dallas, Texas. Onde ficou em 3º no Individual Geral com um somatório (dos dois dias de competição) de 112.600.  Nas finais por aparelhos, ela ficou com o 5º lugar no salto com 29.650 e segundo na trave com 28.950.
Em novembro, Aly competiu nos Jogos Pan Americanos Junior em Aracaju, Brasil. Ela contribuiu com a vitória Americana na final por equipes com as notas 14.950 no salto e 14.050 no solo. Individualmente, ela ficou com o terceiro lugar no individual geral com 56.200.  Nas finais por aparelhos ela ganhou o ouro no salto com 14.700 e no solo com 14.400.

## Carreira como Sênior

### 2010
Em março, Raisman competiu na etapa Americana da Copa do Mundo de Ginástica em Worcester, Massachusetts.  Onde ela ficou em segundo lugar no individual geral com 58.900.  Aly conta,“Foi incrível ir lá e competir em frente à minha família e amigos. Até eu ver os cartazes eu não sabia que tinha tanta gente do meu clube lá, então foi ainda mais especial para mim, ter todo este suporte.”
Mais tarde em março, Raisman competiu no City of Jesolo Trophy em Jesolo, Itália.  Aonde ela ganhou o individual geral com somatória de 57.650.
Em maio, Raisman competiu no Pacific Rim Championships em Melbourne, Austrália.  Ela ajudou a equipe dos EUA a ganhar a competição por equipe  e individualmente ficou com a prata no individual geral com 58.250 pontos.  Nas finais por aparelhos, ela ficou com o 7º lugar nas barras com 13.025, 2º lugar na trave com 14.675 e 2º no solo com 14.625.
Em julho, Raisman competiu no CoverGirl Classic em Chicago, Illinois.  Onde ficou com o quinto lugar no individual geral com somatória de 55.700.
Em agosto, Aly competiu no nacional americano em Hartford, Connecticut.  Onde ficou em 3º no Individual Geral.  Nas finais por aparelhos ela ficou com o 3º lugar na trave, somando 28.300 e também 3º no solo com somatória de 29.500.
Em outubro, Raisman competiu no Campeonato Mundial de Ginástica Artística, em Roterdã, Holanda. Ela contribui a medalha de prata da equipe americana com notas como o 15.066 no salto, 14.333 na trave e 14.500 no solo.  Individualmente ela terminou em décimo terceiro lugar na final do Individual Geral com uma somatória de 55.699.  Raisman conta, "Eu me senti muito bem (competindo na final). É uma honra estar nesta competição. Eu fiquei decepcionada com o que aconteceu nas barras, mas muito feliz com o que apresentei nos outros três aparelhos, o que me fez terminar bem."  Ela terminou em quarto na final do solo com 14.716.  "Eu estou realmente feliz por ficar em quarto, pois nas classificatórias eu terminei em oitavo e acabei melhorando algumas posições," diz Raisman. "É um pouco frustrante porque eu perdi uma medalha por apenas 0.050, mas também estou muito feliz por isso. Eu definitivamente aprendi muito com isso, e vou voltar pra casa e trabalhar na minha execução."
Raisman continuou trinando por todo o inverno. Ela contou, “O treino tem sido muito bom. I estou me sentindo muito confidente. Estou apenas tentando aperfeiçoar tudo em que estou trabalhando e aprendendo alguns novos movimentos. A principal área que eu estou focando é o 2 1/2 (Amanar) no salto, já que vai elever a minha nota de dificuldade em 7 décimos. "

### 2011
Em março, Aly competiu na etapa Americana da Copa do Mundo, em Jacksonville, Florida.  Ela terminou em terceiro lugar com 58.565.  Raisman disse, "Fiquei muito feliz com a minha performance hoje, especialmente no solo porque foi a nota mais alta que eu já recebi neste evento.”
Mais tarde em março, Raisman comeptiu no City of Jesolo Trophy em Jesolo, Itália, onde terminou com a Terceira colocação no Individual Geral com 57.400.
Em julho, Raisman competiu no CoverGirl Classic em Chicago, Illinois. Lá ela venceu a competição no Individual Gerla com um somatório de 57+250 pontos.
Em agosto, Aly competiu no Nacional Americano em Saint Paulo, Minnesota, onde terminou com a 3ª colocação com um somatório de 114.600.  Nas finais por aparelho ela terminou em 6º lugar na trave com 27.900 e em terceiro no solo com 29.150.  Raisman disse, "Eu fiquei muito feliz que eu competi bem. Estou especialmente feliz com o fato de que fui capaz de completar minha série de barras dois dias seguidos.”
Em outubro, Raisman competiu no Mundial de Ginástica em Tóquio, Japão. Aly assumiu o papel de capitã após Alicia Sacramone se lesionar antes do início da competição. "Eu sou a mais velha de todos os meus irmãos, então veio meio que naturalmente para mim," disse Raisman. "Eu realmente não pensei muito sobre o ser a capital, eu apenas quis ajudar as outras meninas."  Ela contribui com as notas 14.950 no salto, 14.866 na trave e 14.666 no solo, para a vitória da equipe Americana. Individualmente ela ficou em 4º no Individual geral com 57.558. E nas finais por aparelho acabou ficando com o quarto lugar na trave com 15.066 e em terceiro no solo com 15.000 pontos.  Raisman disse, "Ganhar o ouro por equipe foi o melhor sentimento do mundo. É um sonho virando realidade, poder dizer, eu sou uma Campeã Mundial. Nem parece real dizer isso agora mas é incrível porque nós estávamos tão preparadas, treinamos tanto."
Em dezembro Raisman decidiu se tornar uma atleta profissional, desistindo de uma elegibilidade para competir no NCAA. Ela assinou com a empresa Octagon Sports. Raisman disse, "Foi uma decisão bem difícil, mas eu sempre pensei sobre isso no fundo da minha mente. Eu apenas queria tentar e não ter nenhum arrependimento porque eu se eu não tentar vou sempre me preocupar com isso. Eu conheço todas as meninas da Universidade da Flórida (Universidade com que Aly estava verbalmente comprometida) e todas elas amam aquilo. Mas não são todas as pessoas que tem a oportunidade de se tornar uma atleta profissional e ter patrocinadores. Eu amo moda então é muito lega ser patrocinada por Ralph Lauren."

### 2012
No início de março, Raisman novamente competiu na Etapa Americana da Copa do Mundo na cidade de Nova York (no Madison Square Garden!!!). Ela ficou com a segunda colocação (oficialmente) no individual geral com somatório de 60.823 pontos.  Raisman disse, "Estou muito feliz com a minha performance. Mal posso esperar para saber o que o resto do ano ainda tem para me oferecer."
No final de março, Raisman competiu no City of Jesolo Trophy em Jesolo, Itália.Ela ficou com a segunda colocação no Individual Geral com somatório de 59.050.
Em maio, Aly competiu no Secret US Classic, em Chicago, Illinois. Ela venceu a competição no Individual Geral com 60.350.  Raisman disse, “Vencer o Secret U.S. Classic é uma sensação tão boa. Eu estou tão feliz. Me sentindo muito confidente – eu tenho trabalhado tanto e estou grata de ver tudo isso valer a pena.” Márta Károlyi disse, "Eu estou muito impressionada com a maneira da Raisman de lidar com a competição. Você não consegue dizer se ela está se sentindo pressionada e a gente realmente precisa muito disso. Nas olimpíadas… nós precisamos de meninas que acreditem que estão prontas porque assim elas conseguem bons resultados, então isso é muito bom. "
Em junho, Alexandra competiu no Nacional Americano em St. Louis, Missouri. Ela ficou com o terceiro lugar no Individual com nota de 120.950. Nas finais por aparelho ela se consagrou campeã na trave e solo com as notas 30.650 e 31.250, respectivamente.  "Eu estou tão feliz, e me diverti tanto esta noite. " Raisman disse. "Eu nunca ganhei um título por aparelho num nacional, então é simplesmente incrível."  Márta Károlyi disse, "Ela é tão consistente. E simplesmente vai la e faz e não demonstra estar sendo incomodada por nada. Ela sabe que tem treinado, sabe que está pronta e não coloca nenhum tipo de pressão extra em si. Eu realmente amo ter este tipo de ginasta. Ela dá seu coração para a ginástica."  Alicia Sacramone adiciona, "Eu não acho que ela recebe créditos suficientes para o como ela compete. Nos últimos dois mundiais, eu não acho que ela cometeu algum erro. Ela é a “espinha dorsal”. Se você quer que ela vá e faça alguma coisa, uma boa série, ela vai lá e faz. Ela não necessariamente chama atenção como Jordyn ou Gabby, e isso é porque as pessoas olham para o seu passado. Eu acho que ela merece um pouco mais de crédito."
No início de julho, Raisman competiu no Olympic Trials (a classificatória americana para a equipe olímpica) em San Jose, Califórnia. Ela terminou com o bronze no individual geral com a somatória combinada de 120.950. Nas finais por aparelhos ela novamente ficou com o ouro na trave e solo, com as notas 30.350 na trave e 31.100 no solo.  Após tudo isso Raisman foi escolhida para fazer aprte da equipe olímpica americana. Ela disse, "Eu me sinto tão honrada e tão encantada. Eu não achei que ficaria tão emocionada sobre isso, mas sei de todo o trabalho duro que tive que fazer para chegar até aqui."
Em julho, Alexandra foi o ponto central de um documentário no Comcast SportsNet intitulado Aly Raisman: Quest for Gold(Aly Raisman: Busca pelo ouro). Ela foi filmada por nove meses entre o mundial de 2011 e o Olympic Trials. Raisman disse, "Eu acho que é estranho dizer que eu me acostumei a ter uma câmera em torno de mim, só porque eu tenho 18 anos de idade." 
Raisman foi destaque na capa da revista Sports Illustrated com o resto da equipe americana em 18 de julho na edição de “previsão olímpica”, o que marcou na ginástica por ter sido a primeira vez que uma equipe de ginástica completa foi destaque na capa desta revista.

#### Olimpíadas de Londres
No final de julho, Raisman competiu nos Jogos Olímpicos de 2012 em Londres. Ela ajudou a equipe amerciana a se classificar em primeiro lugar para a final por equipes, e também se classificou em segundo lugar para a final do Individual Geral com somatório de 60.391. Raisman também se classificou para a final da trave de equilíbrio, em quinto lugar, com 15.100 e em primeiro para a final do solo com 15.325. Depois das classificatórias, Raisman contou, "Antes de entrarmos na arena, conversamos sobre como gostaríamos de apenas nos divertir e acertar todas as nossas séries, exatamente como fizemos no Mundial de 2011 e isso foi o que nós fizemos. Estou muito orgulhosa da nossa equipe."
Na final por equipes Raisman contribuiu, com as notas 14.933 nas trave e 15.300 no solo, para a vitporia da equipe americana. Ela disse, "Nós sabíamos que podíamos fazer isso. Nós apenas tivemos que tirar todas as dúvidas. "
Na final do Individual Geral, RAisman terminou com a quarta colocação com um somatório de 59.566, exatamente a mesma nota da terceira colocada, a russa, Aliya Mustafina, mas o critério de desempate para esta competição era a soma das três maiores notas, o que resultou em 45.933 para Mustafina e 45.366 para Raisman, assim, Mustafina ficou com a medalha de Bronze. Aly contou, "Estou muito feliz pela Gabby. Ela tem treinado tanto e estou muito feliz por ela, mas é claro que é um pouco frustrante porque nós (ela e Mustafina) empatamos no terceiro lugar. Eu cheguei tão perto. Mas ser 4ª no ranking mundial é definitivamente algo para se orgulhar."
Na final por aparelhos da trave de equilibrio, Raisman conseguiu a medalha de bronze. Inicialmente ela recebeu a nota de 14.966, mas após a coordenadora da equipe americana Márta Károlyi e seu marido Béla Károlyi pedirem uma revisão por vídeo, os juízes reavaliaram a série e deram a Aly um décimo a mais na sua nota de dificuldade. Como resultado Raisman recebeu nota de 15.066, empatando em terceiro lugar com a romena Catalina Ponor, novamente teve que ser colocado em prática o critério de desempate, que nesta final era a maior nota de execução vence, e Raisman era a dona da maior nota de execução, o que deixou ela com a medalha de bronze. Ela disse, "Eu me senti muito bem com a minha trave hoje e estou feliz que tenha sido o suficiente para o bronze. Este dia tem sido tão louco e tão especial. Eu estou muito ansiosa para sai e celebrar com minha família e amigos hoje a noite."
Na final de solo Raisman ganhou o ouro com uma série que a rendeu 15.600 pontos.  Ela contou, "É um sentimento incrível. E tenho trabalhando tanto, então ver o meu sonho se tornar realidade é muito excitante. Eu sempre sonhei em ser uma campeã olímpica no solo, e estou muito feliz por ter sido capaz de fazer o melhor solo da minha vida aqui, hoje" Ela é a primeira mulher Americana a conseguir o ouro olímpico no solo.